# Quartier Notre-Dame (Paris)
Pour les articles homonymes, voir Quartier Notre-Dame et Notre-Dame-des-Champs.
Le quartier Notre-Dame est le 16e quartier administratif de Paris, situé dans le 4e arrondissement. Il comprend l’île Saint-Louis et la partie de l’île de la Cité située à l'est du boulevard du Palais.
Il tire son nom de la cathédrale Notre-Dame de Paris.

## Histoire et description

Localisation administrative du quartier dans le 4e arrondissement actuel.
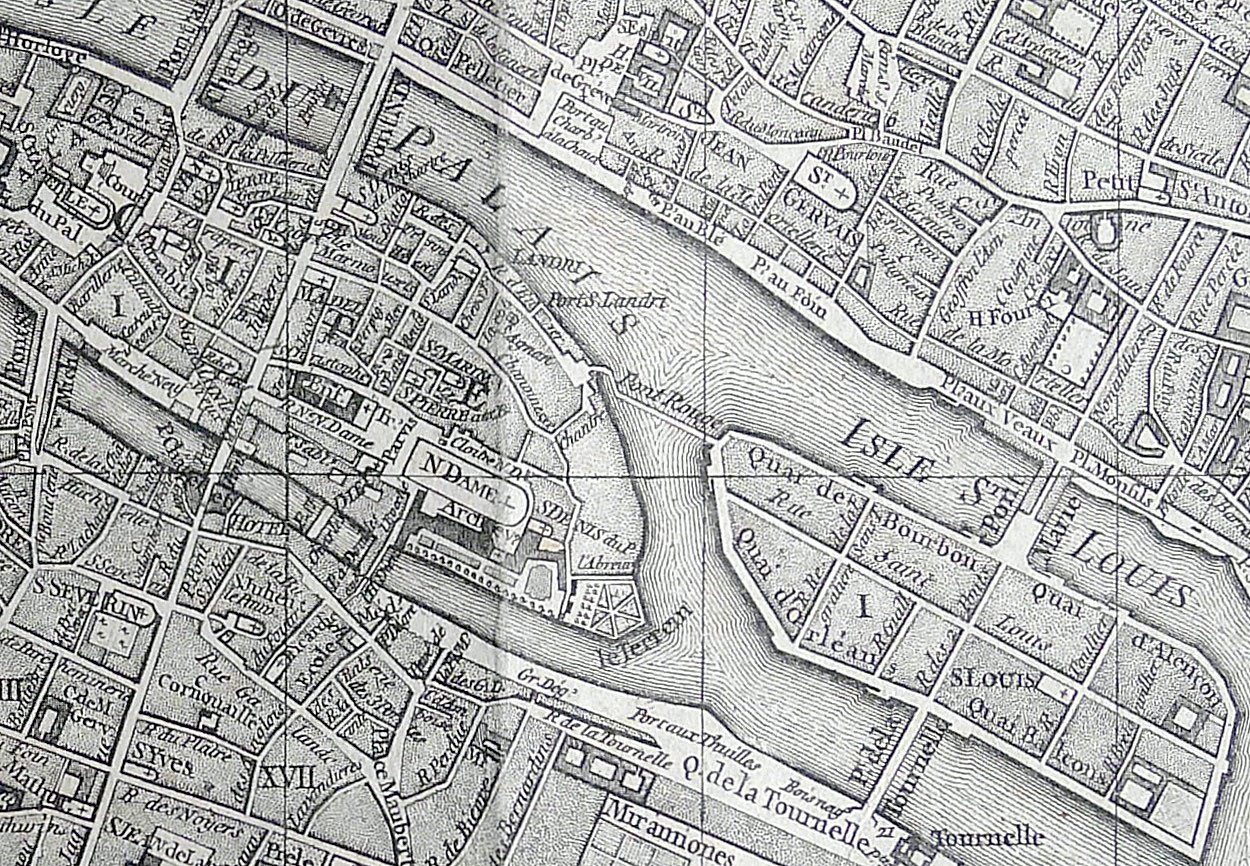
Quartier Notre-Dame sur le plan de Vaugondy (1760).
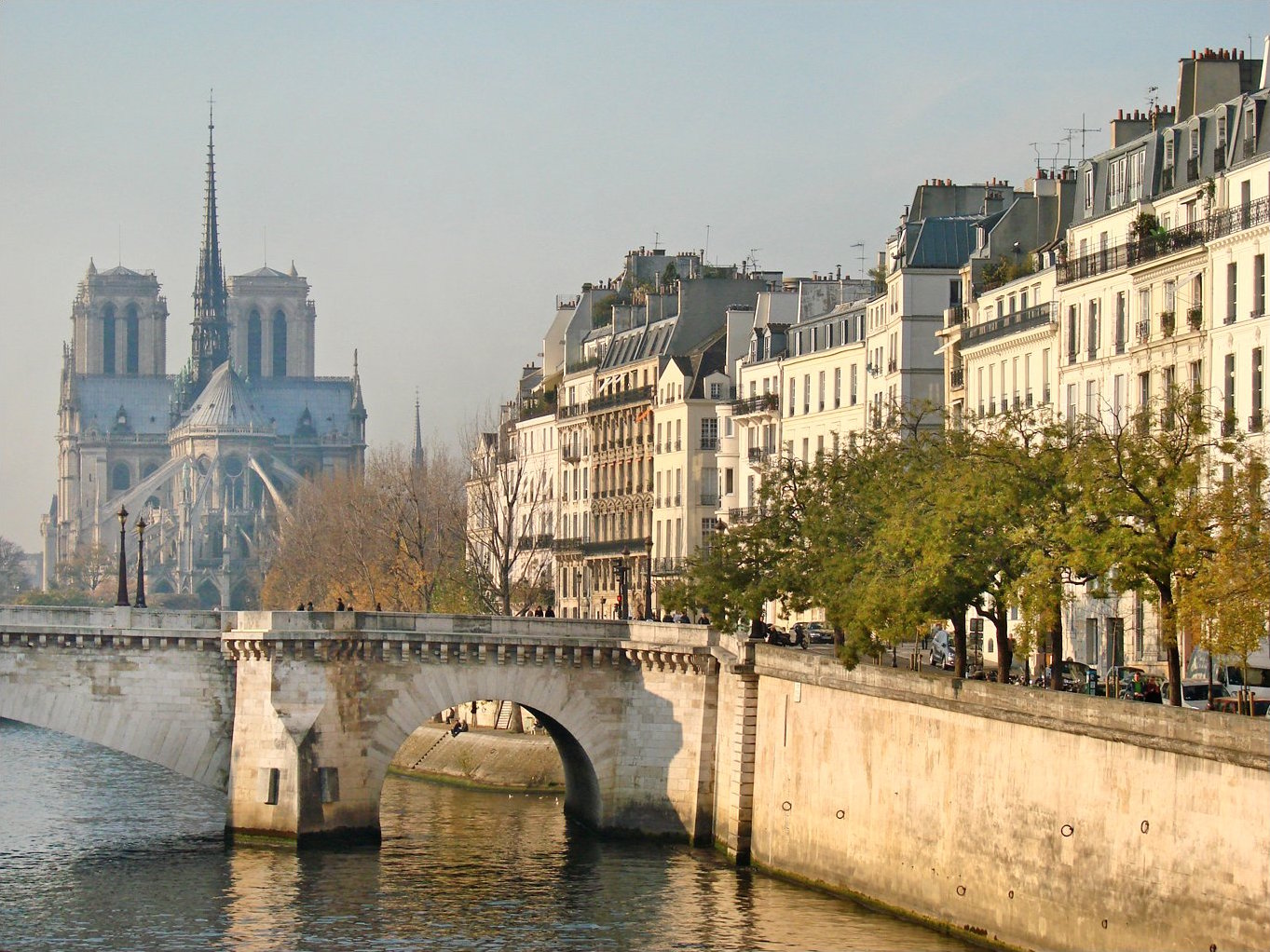
Quai de Béthune, pont de la Tournelle, quai d'Orléans et cathédrale Notre-Dame de Paris.

## Lieux significatifs
Outre la cathédrale de Paris, ce sont l'Hôtel-Dieu, l'église Saint-Louis-en-l'Île, le marché aux fleurs Reine-Elizabeth-II, les hôtels particuliers, les quais et les ponts qui jalonnent le quartier.